# Muzeum Witrażu w Krakowie
Pracownia i Muzeum Witrażu – krakowska instytucja kultury, która łączy założoną w 1902 roku pracownię witrażu (Krakowski Zakład Witrażów S.G. Żeleński) oraz zorganizowane wokół niej muzeum. Mieści się w historycznej kamienicy przy al. Zygmunta Krasińskiego 23.
Muzeum Witrażu zostało założone w 2004 roku przez Piotra Ostrowskiego. Jest efektem koncepcji tzw. żywego muzeum. Oznacza to, że przestrzeń udostępniona zwiedzającym przeplata się z wciąż funkcjonującą pracownią witrażową, w której artyści cały czas pracują nad nowymi dziełami. W ramach wizyty można więc poznać krok po kroku cały proces powstawania witraża oraz przyjrzeć się, jak wygląda praca nad aktualnymi przedsięwzięciami.
W muzeum znajduje się także przestrzeń czysto ekspozycyjna składająca się zarówno z historycznych, jak i współczesnych realizacji. Częścią spuścizny Krakowskiego Zakładu Witrażów jest bowiem bogate archiwum zawierające wiele szkiców, rysunków, ręcznie tworzonych projektów witraży oraz gotowych dzieł. Jest to najbogatsza w Polsce kolekcja związaną ze sztuką witrażową. 
Muzeum organizuje wystawy czasowe i zajmuje się promocją współczesnego szkła.
Muzeum znajduje się w budynku wzniesionym w latach 1906–1907 z inicjatywy Stanisława Gabriela Żeleńskiego, właściciela Zakładu. Żeleński zaprojektował kamienicę w ten sposób, aby jak najlepiej odpowiadała potrzebom pracowni witrażowej, a w tym zadaniu pomagał mu znany krakowski architekt Ludwik Wojtyczko. Dlatego siedziba Muzeum jest ewenementem w skali światowej, a dzięki zachowaniu oryginalnego wystroju i układu wnętrz wciąż oddaje atmosferę pracowni z przełomu wieków.
Sztuka witrażowa była wtedy nieporównywalnie bardziej popularna niż obecnie i korzystali z tej formy czołowi twórcy epoki Młodej Polski. Z Zakładem współpracowali m.in. tacy artyści jak Stanisław Wyspiański, Józef Mehoffer, Henryk Uziembło, Wojciech Jastrzębowski, Stefan Witold Matejko.
W 2016 roku, w ramach misji popularyzacji polskiego dziedzictwa witrażowego Muzeum podjęło się rekonstrukcji wybitnego dzieła Stanisława Wyspiańskiego pod tytułem Apollo Spętany. Projekt ma na celu maksymalnie wierne odtworzenie witraża zniszczonego podczas II wojny światowej i udostępnienie go publiczności.